# Автокл (афинский военачальник)
Автокл (греч. Aὐτοκλῆς) — афинский военачальник V века до н. э.

## Биография
Известный период деятельности Автокла, сын Толмея, относится к первому периоду войны между Афинской архэ и Пелопоннесским союзом.
Летом 424 года до н. э. Автокл в качестве одного из командующих наряду с Никием и Никостратом принимал участие в успешной для афинян и их союзников кампании по захвату зависимой от Спарты Киферы. Остров по ряду причин представлял для лакедемонян важное стратегическое и экономическое значение. После поражения в произошедшей битве киферяне вступили в переговоры и добились приемлемых условий сдачи. На острове был поставлен афинский гарнизон.
В этом же году отряд пелопонессцев под предводительством Брасида высадился на Халкидике, где на его сторону добровольно или вынужденно перешли многие полисы. В Афинах стало возрастать влияние партии мира. В следующем году Автокл вместе со своими коллегами по покорению Киферы утвердили с афинской стороны условия заключенного на один год перемирия со Спартой.